# Санта-Марія-делла-Кончеціоне

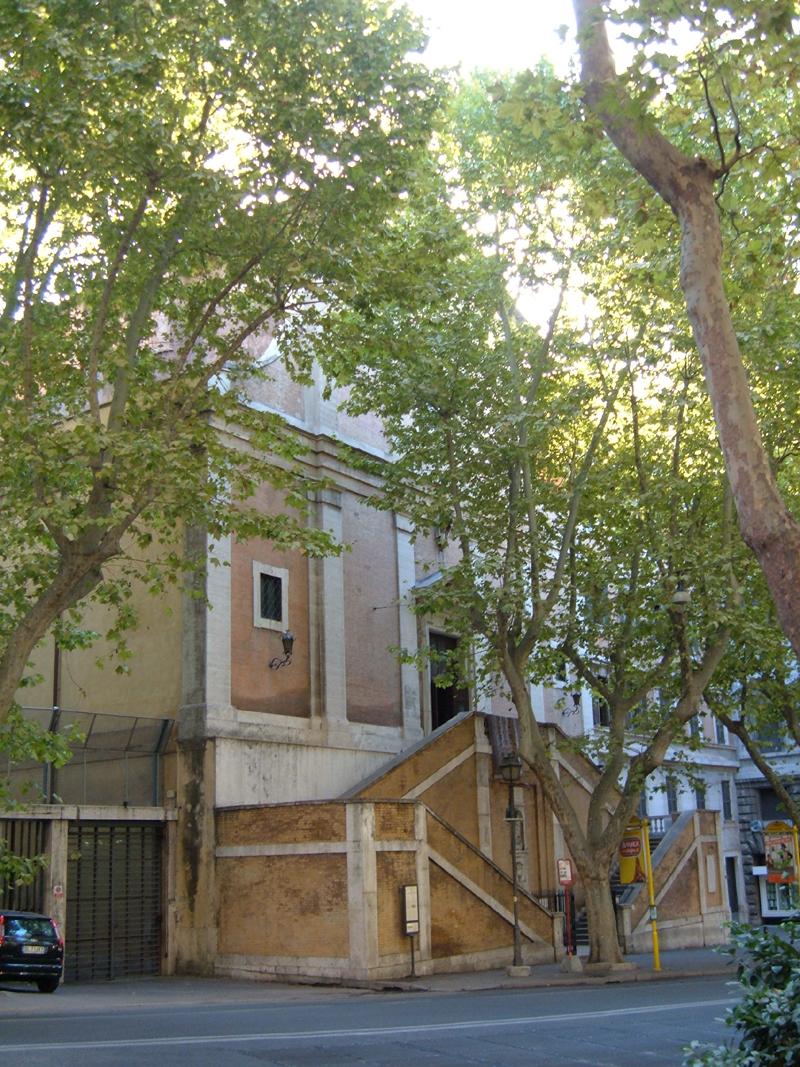
Санта-Марія-делла-Кончеціоне

Са́нта-Марі́я-де́лла-Кончеціо́не (італ. Santa Maria della Concezione dei Cappuccini) — невелика церква капуцинів на Via Vittorio Veneto в Римі, неподалік від Палаццо Барберіні і фонтану Тритона.

## Історія
Побудована за проєктом Антоніо Казоні в 1626—1631 роках. Прикрашена полотнами пензля Гвідо Рені (Архангел Михаїл), Караваджо (святий Франциск), П'єтро да Кортона і Доменікіно.
Церква має кілька спеціальних прибудов у крипті — осуарій (кісткосховище), де знаходяться складені у фігури кістки монахів та мощі католицьких святих.

## Крипта
Після побудови церкви із старого кладовища ордена капуцинів, яке було в районі фонтану Треві були перенесені кістки, похованих там ченців і поміщені до крипти церкви. Поступово з них були виконані декоративні прикраси всіх шести приміщень крипти. В цілому в крипті зібрані кістки чотирьох тисяч ченців, які померли в період з 1528 по 1870 рік. У п'ятому залі крипти розміщений скелет принцеси Барберіні, племінниці папи Сікста V, яка померла в дитячому віці. Оформлення крипти в дусі бароко послужило прообразом кісткосховища в Седлицях. На вході до крипти написано: Quello che voi siete noi eravamo; quello che noi siamo voi sarete («Хто ви є — такими ми були; що ми є такими будете ви»).

## Галерея

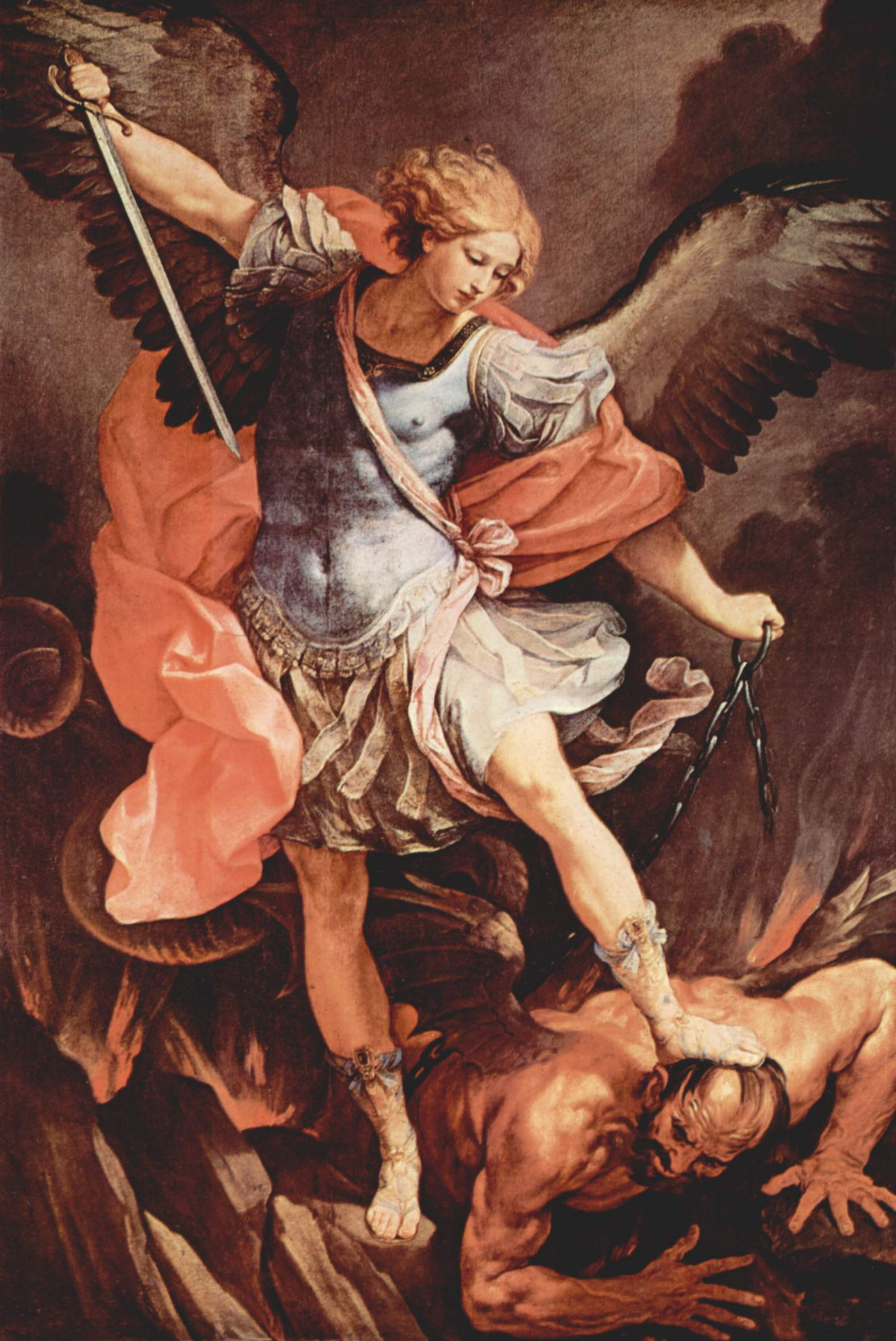
Архангел Михаїл, робота Гвідо Рені
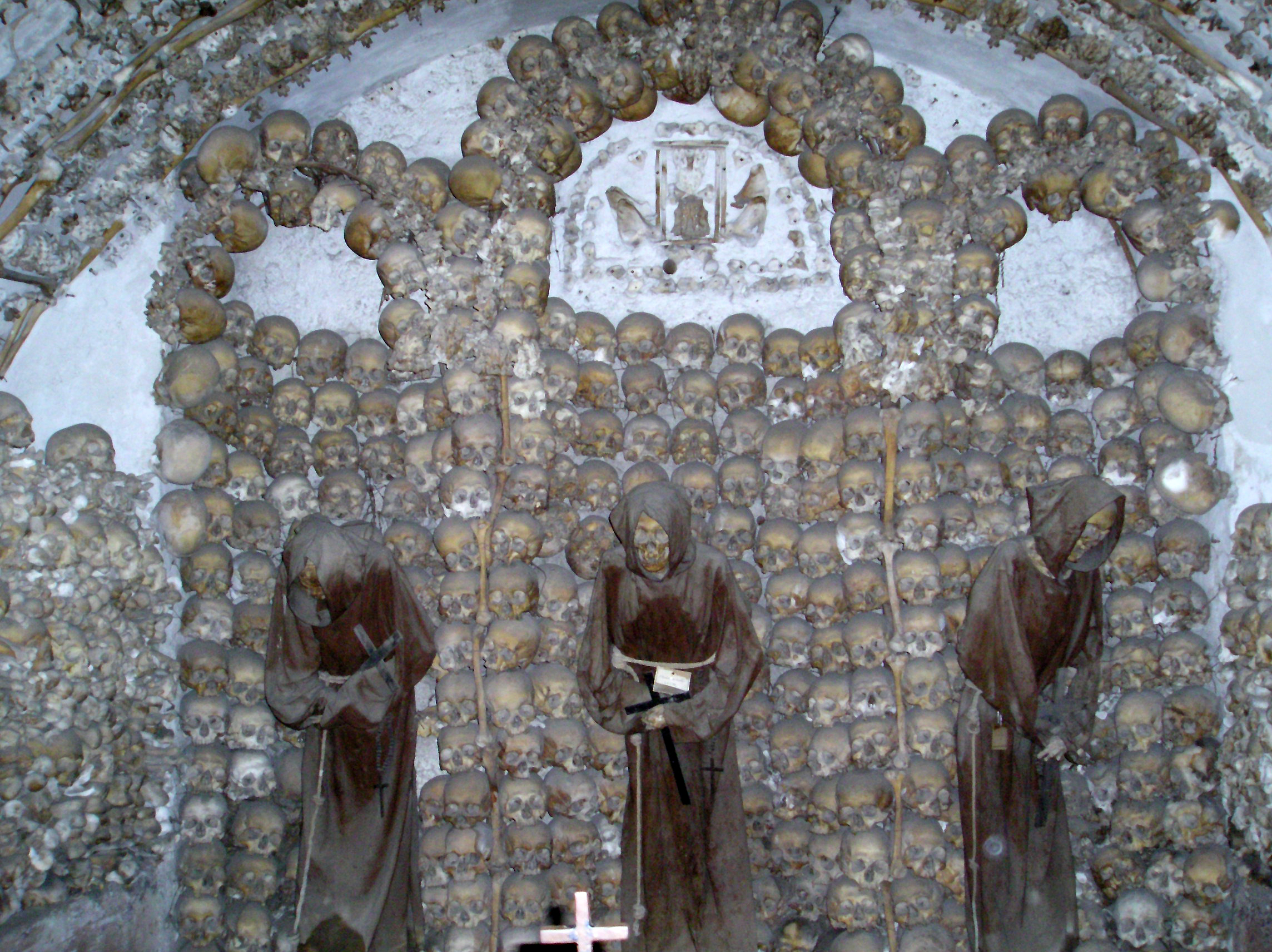
Зал крипти
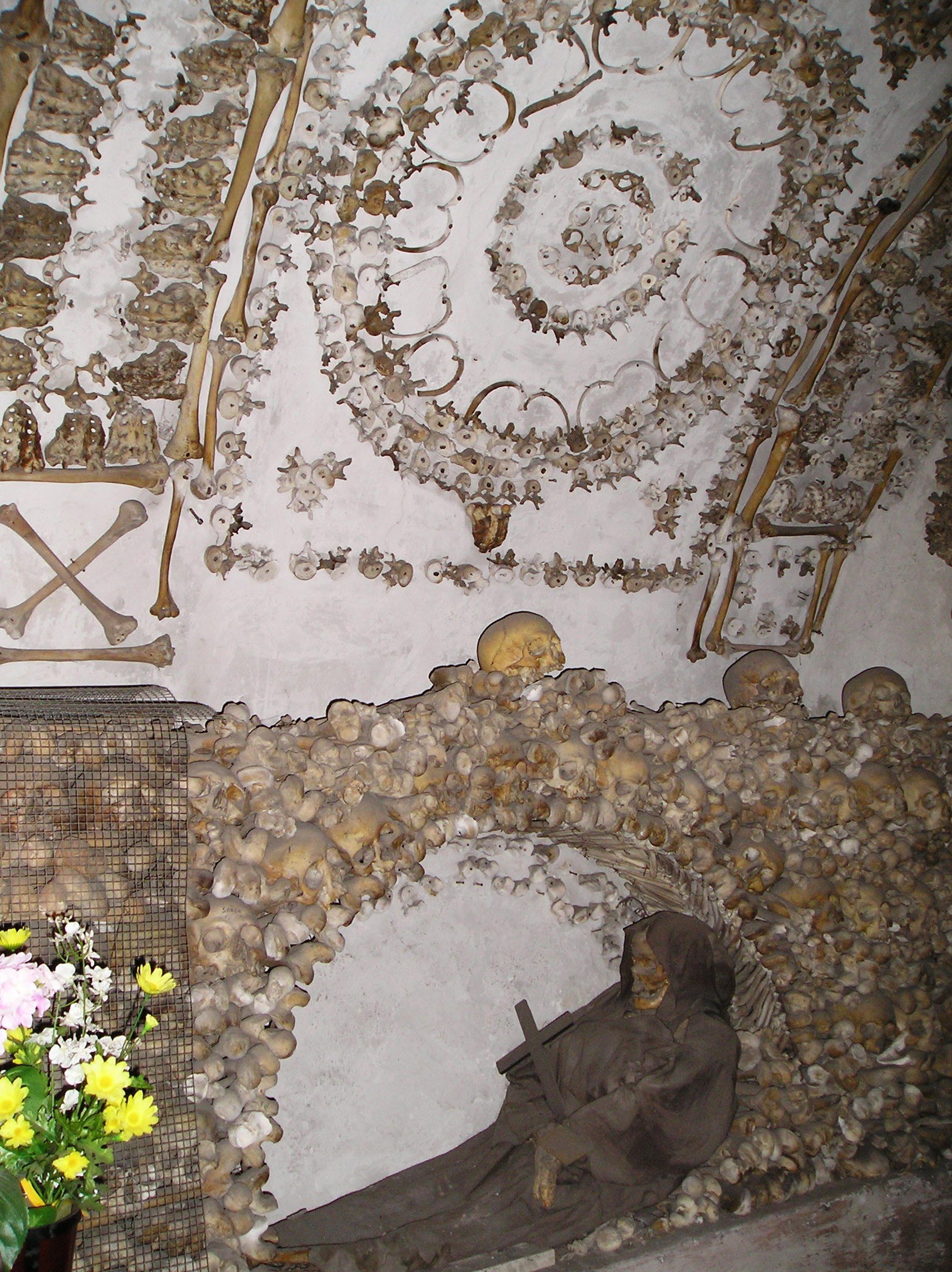
Бічна стіна залу крипти
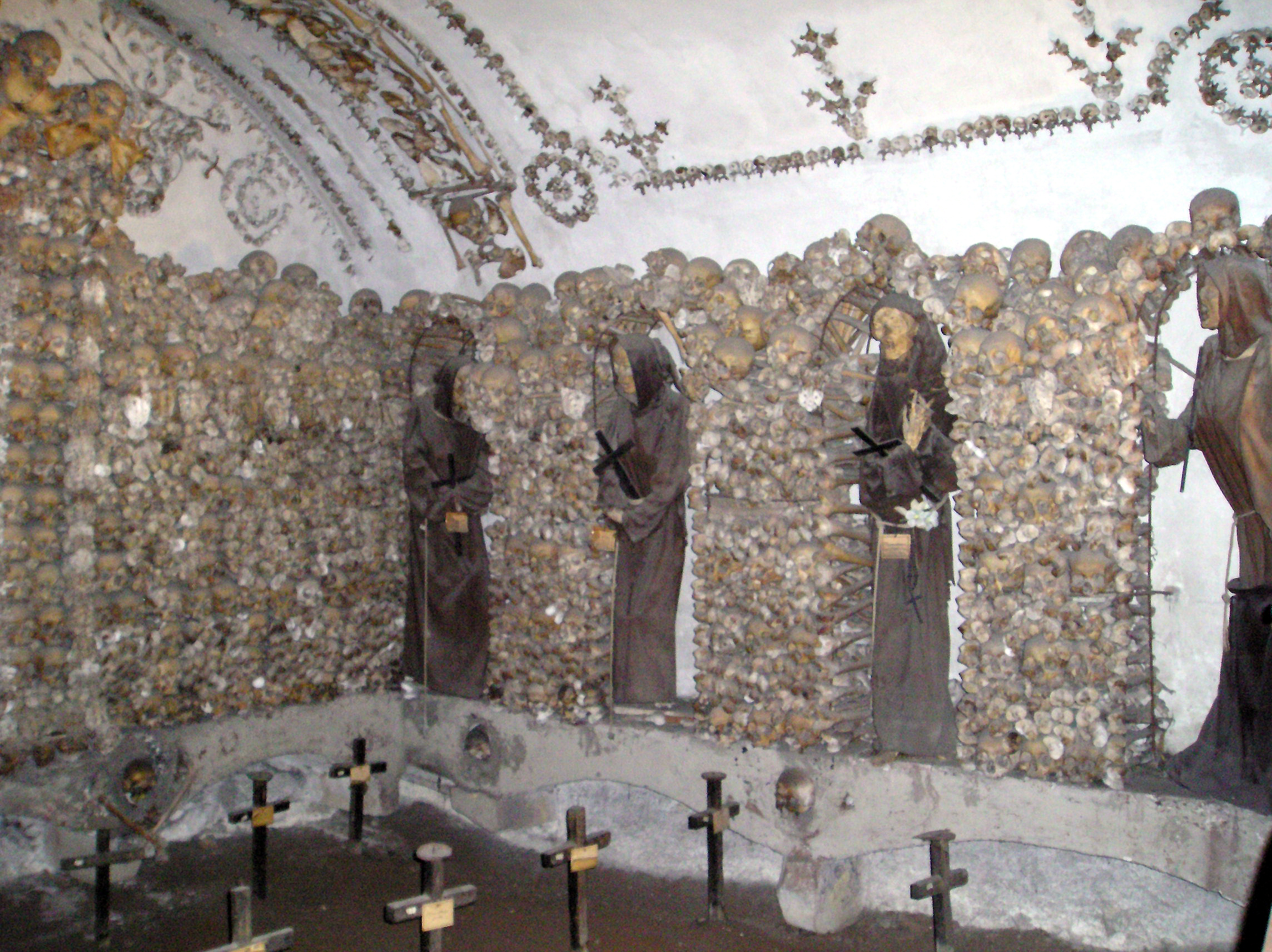
Четверта каплиця